# 印太水孔蛸
印太水孔蛸為水孔蛸科水孔蛸屬下的一種大型章魚，分布於全世界溫暖海洋的遠洋帶。本種具有十分明顯的兩性異形，雌性體長可達2米（6英尺7英寸），雄性則只有2.4 cm（0.94英寸），體重差距可達10,000倍以上。一直到2002年，才成功於大堡礁採集到五隻雄性活體。
雄性與體長低於7 cm（2.8英寸）的雌性個體時常發現會攜帶有僧帽水母的觸鬚，被認為是用於自我防衛或協助捕捉獵物。成年雌性個體觸腕間的薄膜也具有抵禦掠食者的作用，除了能讓個體體型看起來更大之外，遭遇攻擊時也能夠輕易脫離擺脫攻擊者。印太水孔蛸的完整粒線體DNA為環狀去氧核糖核酸，具有16,015對鹼基。

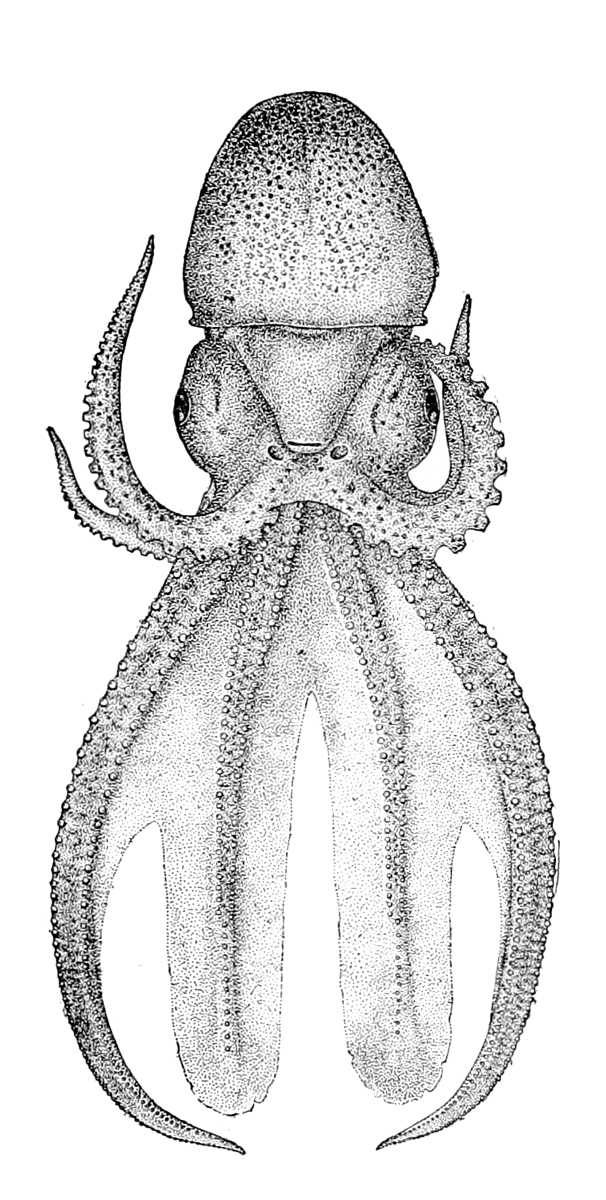
大型雌性仰視圖
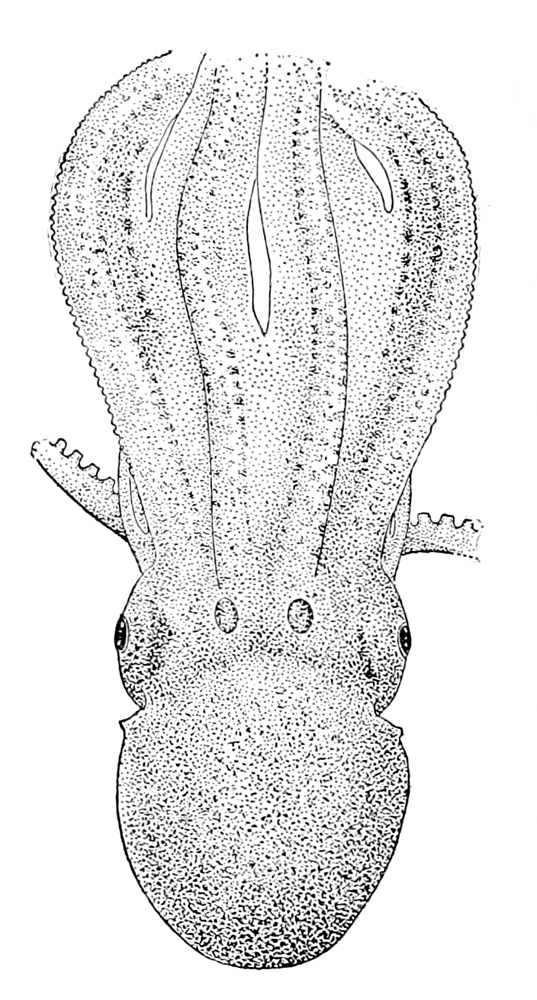
大型雌性俯視圖
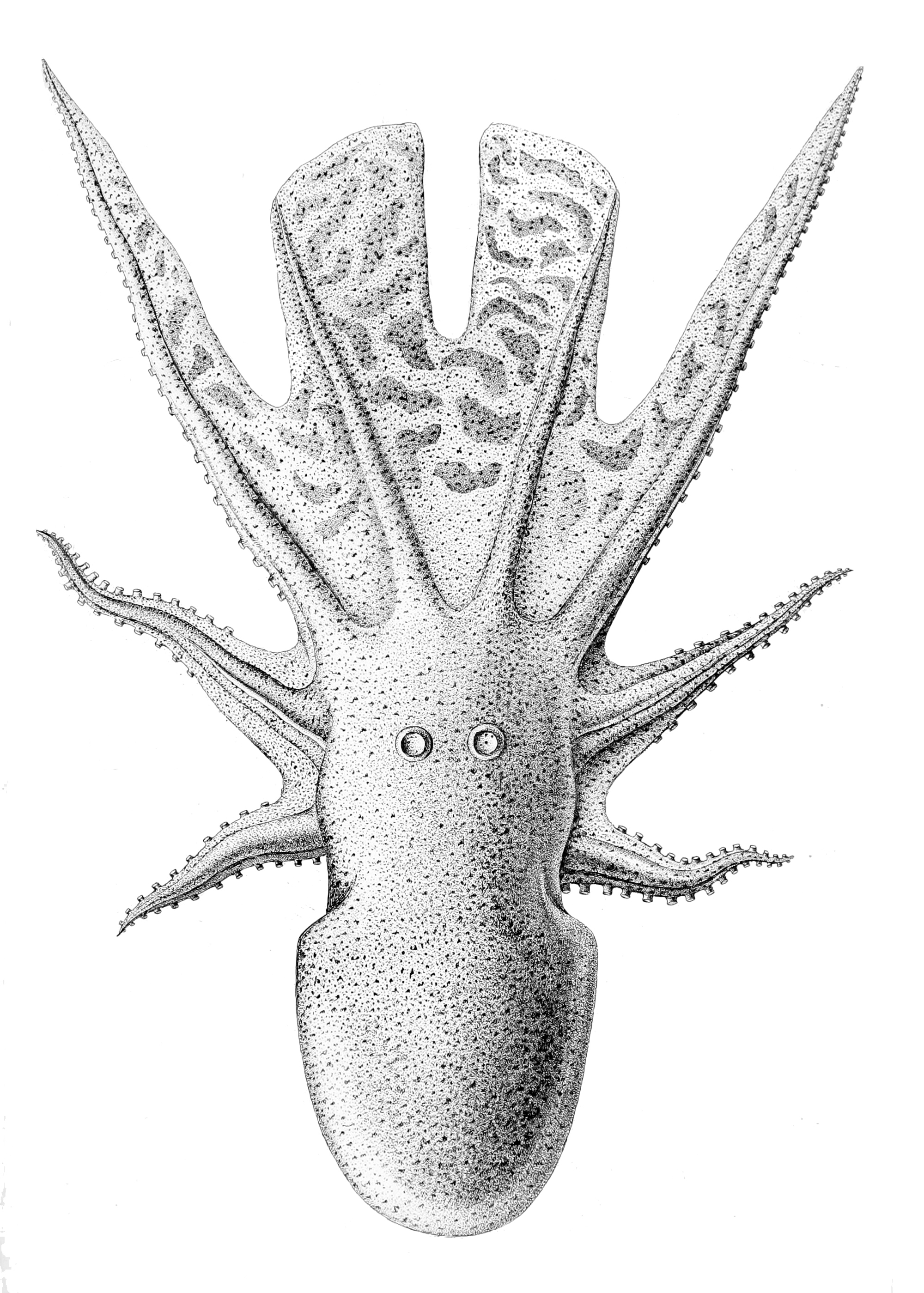
雌性俯視圖
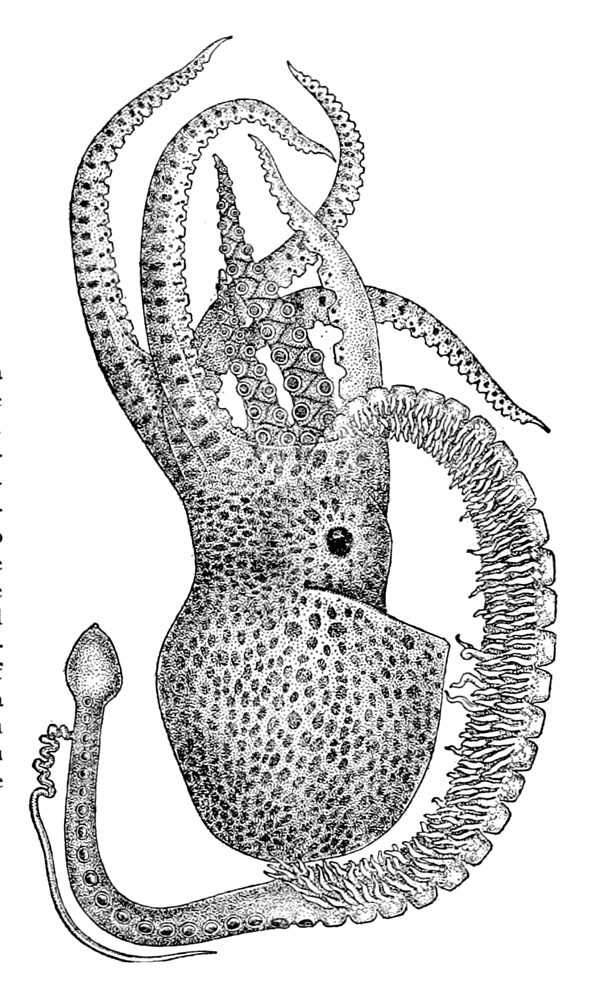
包含有交接腕（英语：hectocotylus）的成年雄性側視圖

## 交配行為
雄性印太水孔蛸右側第三腕屬交接腕，觸腕間則具含精子的囊袋。當雄性準備要交配時，囊袋就會破裂，將精子釋放至交接腕內，接著雄性個體會將交接腕切斷並交付予雌性，一般相信雄性在交配後就會死去。雌性會將交接腕存放於外套膜內，直到需要受精時才會使用，一頭雌性的外套膜內可能同時保有不同雄性個體的交接腕。

### 兩性異形
印太水孔蛸具有已知大型動物中體型差異最大的兩性異形，目前對於這樣的特徵有提出多個理論解釋：製造卵需要消耗非常多的能量，若是越大型的雌性則越有能力製造並產下更多的卵，就能有越多後代能夠存活。相較之下製造精子並不需要消耗這麼多的能量，因此雄性不需要有這麼大的體型。此外攜帶僧帽水母觸鬚的防禦行為只能用於抵擋體型較小的天敵，為了有效利用這項機制，在自然選擇下傾向讓體型較小的雄性生存。

## 防衛機制
印太水孔蛸常見的天敵包括大青鯊、鮪魚與旗魚。雌性個體有能力將自身捲起，並將薄膜展開；薄膜能讓牠們的體型看起來更大，甚至是將薄膜脫落來轉移掠食者的注意力。
最早於1963年就發現到雄性印太水孔蛸具有透過第四觸腕攜帶僧帽水母觸鬚的行為，目前並不知道牠們自身是否有對觸鬚刺絲胞的毒性免疫。觸鬚被認為同時可用於自我防衛與協助捕捉獵物。

## 延伸閱讀
- Powell, A. W. B. . Auckland, New Zealand: William Collins Publishers Ltd. 1979. ISBN 0-00-216906-1.